# Rozekopeend
De rozekopeend (Rhodonessa caryophyllacea, synoniem: Netta caryophyllacea) was een grote duikeend. De soort is nauw verwant aan de krooneend (Netta rufina) en wordt daarom ook wel in het geslacht Netta geplaatst.

## Kenmerken
De 60 cm lange rozekopeend is onmiskenbaar. Hij heeft een lang lichaam en een lange nek met een kuifje op zijn kop. De volwassen man heeft een chocoladebruin gekleurd lijf en een diep roze kop en achterkant van de hals. Het vrouwtje en de jongen zijn doffer en lijken veel op een donker vrouwtje van de krooneend met een roze zweem op de kop. Verwarring met de krooneend is mogelijk bij het zien van zwemmende vogels, omdat de laatste soort ook een opvallend rode kop heeft.

## Verspreiding en leefgebied
Deze eend kwam voor in het noordoosten van India en in Myanmar, maar is nu waarschijnlijk uitgestorven.
Het leefgebied bestond uit moerassen in het laagland en plasjes in terrein met hoog riet of gras (Saccharum ravennae). Het nest werd tussen het gras gebouwd. Buiten de broedtijd vormden ze zwermen van 30 tot 40 vogels.
Rozekopeenden aten waterplanten. Mogelijk was de vogel vooral 's nachts actief en maakten ze voor het vinden van geschikte foerageergebieden grote omzwervingen buiten het broedgebied. Hoewel verwant aan duikeenden, hebben de vogels bij het foerageren eerder de neiging om te grondelen dan duikend voedsel te zoeken.

## Status
Van de rozekopeend bestaan sinds 1949 geen betrouwbare waarnemingen. Daarvoor was de vogel ook al zeldzaam. De vogel is verdwenen door aantasting van het leefgebied (mogelijk door introductie van de uit Zuid-Amerika afkomstige waterhyacint) en door jacht. Mogelijk is er nog een populatie aanwezig in een weinig onderzocht gebied van draslanden in het noorden van Myanmar. In 2006 en 2011 waren er onbevestigde meldingen die wezen op de aanwezigheid van deze soort. Speciale teams van onderzoekers vonden in 2008 en in 2014 echter geen overtuigend bewijs voor het voorkomen van deze eend. Hoe dan ook, als de eend niet is uitgestorven, dan zal de populatie zeer klein, en daarom ernstig bedreigd zijn. Daarom staat de rozekopeend als zodanig op de Rode Lijst van de IUCN.